# Lista de armas e equipamentos militares das Forças Terrestres da Ucrânia

Emblema das Forças Terrestres da Ucrânia

As forças terrestres da Ucrânia, compostas pelo exercíto, marinha e aeronautica estão armadas com inúmeros equipamentos e divisões de infantaria. Entre os equipamentos disponíveis as forças terrestres ucrânianas, dispõem-se tanques, veículos de combate de infantaria, veículos blindados de transporte de pessoal, artilharia de várias capacidades e propósitos, sistemas de mísseis antitanque, sistemas de mísseis antiaéreos, controles, armas pequenas automáticas.
Além das equipamentos alocados para utilização imediata,  há uma quantidade significativa de armas de outros sistemas (principalmente modelos obsoletos) em estoque.

## Informações gerais
De acordo com a organização The Military Balance, as Forças Terrestres da Ucrânia possuem como equipamentos ativos e em serviço no início de 2022: 
- 858 tanques de vários tipos e mais 1132 em armazenamento
- 1212 veículos de combate de infantaria
- 547 veículos de reconhecimento de combate (BRDM-2, BRM-1K)
- 622 veículos blindados de transporte de pessoal e veículos blindados
- mais de 607 montagens de artilharia autopropulsada
- mais de 515 canhões e obuses rebocados
- 354 sistemas de foguetes de lançamento múltiplo
- 340 morteiros de 120 mm
- 90 sistemas de mísseis táticos Tochka
- 35 helicópteros de ataque Mi-24 e 23 helicópteros multiuso Mi-8
- Mais de 81 sistemas de mísseis antiaéreos de vários tipos

## Veículos blindados

### Tanques
| Imagem                                                      | Tipo                                             | Produção                             | Objetivo                    | Quantidade                     | Notas |
| ----------------------------------------------------------- | ------------------------------------------------ | ------------------------------------ | --------------------------- | ------------------------------ | --- |
| </img>                                                      | Lote T-84U [2]                                   | Ucrânia                              | Tanque de batalha principal | 5 [3]                          | Em serviço desde 2000 |
| </img> </img>                                               | T-72AMT Mod. T-72AB. 2021 T-72A V/ B1 [3] T-72M1 | Ucrânia URSS Tchecoslováquia Polônia | Tanque de batalha principal | 47 [1] 4 [1] 82 [1] 240+ n / D | T-72AMT - entrará em serviço em 2021 . T-72AV - entrou em serviço em 2014 . T-72A / B1 - entrou em serviço em 2014 . 500 T-72s em armazenamento no início de 2022 [1] T-72M1 - transferido pela Polônia (mais de 200 unidades ) e República Tcheca (até 40 unidades ) em 2022 .                                           |
| 150x150px</img> <br />150x150px</img> <br />150x150px</img> | T-64BM "Bulat" T-64BV arr. 2017 T-64BV           | Ucrânia URSS                         | Tanque de batalha principal | 100 [1] 235 [1] 385 [1]        | T-64BM "Bulat" - em serviço desde 2004 . A partir de 2015, eles entraram em serviço . T-64BV arr. 2017 - entrou em serviço em 2018 T-64BV - em serviço desde 1984. Deslocado das Forças Armadas da URSS . A partir de 2016, eles foram restaurados e entraram em serviço 578 T-64s em armazenamento no início de 2022 [1] |
| Tecnologia promissora                                       |                                                  |                                      |                             |                                | |
| </img>                                                      | BM "Oplot"                                       | Ucrânia</img> Ucrânia                | tanque de batalha principal | 3                              | Em serviço desde 2009 . No total, estava prevista a construção de 100 BM "Oplot" para o exército ucraniano até 2018, mas o contrato não foi cumprido . |

| Em armazenamento | Em armazenamento | Em armazenamento | Em armazenamento            | Em armazenamento | Em armazenamento |
| ---------------- | ---------------- | ---------------- | --------------------------- | ---------------- | ---------------- |
| </img>           | T-80BV           | </img> a URSS    | tanque de batalha principal | 34 [1]           |                  |
| </img>           | T-55             | </img> a URSS    | tanque médio                | 20 [3]           |                  |

### Veículos de combate de infantaria
| Imagem                                                                                                  | Tipo                                              | Produção                                                     | Objetivo                             | Quantidade          | Notas |
| --- | ------------------------------------------------- | ------------------------------------------------------------ | ------------------------------------ | ------------------- | --- |
| </img>                                                                                                  | BMP-3                                             | URSS                                                         | Veículo de combate de infantaria     | 4 [1]               | |
| </img>                                                                                                  | BMP-2                                             | URSS                                                         | Veículo de combate de infantaria     | 890 [1]             | Em serviço desde 1980. Deslocado das Forças Armadas da URSS . A partir de 2015, eles estão sendo restaurados e colocados em serviço . |
| 150x150px</img> <br />150x150px</img> <br />150x150px</img> <br />150x150px</img> <br />150x150px</img> | BMP-1U "Shkval" Pbv-501 BMP-1AK/BVP-1 BWP-1 BMP-1 | Ucrânia Tchecoslováquia / Suécia Checoslováquia Polônia URSS | Veículo de combate de infantaria     | 213 [1] +56 Pbv-501 | BMP-1U Shkval - até 2012, cerca de 12 veículos foram transferidos para o exército Versão licenciada do Pbv-501 do BMP-1 fabricado pela Tchecoslováquia, que serviu no NNA da RDA . Na década de 1990, os veículos foram vendidos para a Suécia, onde foram modificados e receberam o nome Pbv-501. Depois de serem retirados do serviço no exército sueco, foram vendidos a uma empresa privada checa. Em abril de 2022, 56 veículos foram comprados pelo governo tcheco e transferidos para a Ucrânia. BVP-1 - versão licenciada do BMP-1 fabricado pela Tchecoslováquia . Os veículos resultantes foram originalmente destinados ao NNA da RDA . Eles foram entregues à Ucrânia da Polônia sob o nome BMP-1AK. O contrato prevê o fornecimento de 250 veículos. Em abril de 2018, foi entregue o primeiro lote. BVP-1s adicionais foram transferidos pela República Tcheca em 2022 . BWP-1 - versão licenciada do BMP-1 produzido pela Polônia . Várias dezenas foram entregues pela Polónia em 2022 . O BMP-1 está em serviço desde 1966. Deslocado das Forças Armadas da URSS . A partir de 2015, eles estavam sendo restaurados e entraram em serviço . |
| </img>                                                                                                  | BRM-1K                                            | URSS                                                         | Veículo de reconhecimento de combate | 115 [1]             | Em serviço desde 1972. Deslocado das Forças Armadas da URSS . |
| </img>                                                                                                  | BMD-2                                             | URSS                                                         | Veículo de combate aéreo             | 15 [1]              | Em serviço desde 1985. Deslocado das Forças Armadas da URSS . Outras 45 unidades nas tropas de assalto aéreo da Ucrânia. [1] |
| </img>                                                                                                  | BMD- 1P                                           | URSS                                                         | Veículo de combate aéreo             | 15 [1]              | Em serviço desde 1969. Deslocado das Forças Armadas da URSS . Outras 30 unidades nas tropas de assalto aéreo da Ucrânia. [1] |

### Sistemas de mísseis antitanque autopropulsados
| Imagem | Tipo               | Produção | Objetivo            | Quantidade | Notas                                                         |
| ------ | ------------------ | -------- | ------------------- | ---------- | ------------------------------------------------------------- |
| </img> | 9P149 Shturm-S [3] | URSS     | ATGM autopropulsado | n / D      | Em serviço desde 1978. Deslocado das Forças Armadas da URSS . |
| </img> | 9P148 "Competição" | URSS     | ATGM autopropulsado | n / D      | Em serviço desde 1974. Deslocado das Forças Armadas da URSS . |

| Em armazenamento | Em armazenamento | Em armazenamento | Em armazenamento    | Em armazenamento | Em armazenamento |
| ---------------- | ---------------- | ---------------- | ------------------- | ---------------- | ---------------- |
| </img>           | 9P137 "Flauta"   | </img> a URSS    | ATGM autopropulsado | Pelo menos 7     | Em armazenamento |

### Veículos blindados de transporte de pessoal e veículos de artilharia blindados
| Imagem                   | Tipo                                              | Produção                                                               | Finalidade                                | Quantidade | Observações |
| ------------------------ | ------------------------------------------------- | ---------------------------------------------------------------------- | ----------------------------------------- | ---------- | --- |
|                          | BTR-4E                                            | Ucrânia                                                                | Veículo blindado de transporte de pessoal | 45         | Em serviço desde 2012. O contrato para o fornecimento de 154 BTR-4s foi concluído em 20 de maio de 2014. Em 2014, foram entregues 12 veículos blindados de transporte de pessoal, de janeiro a março de 2015, de acordo com a ordem estadual para 2015, 8 BTR-4Es, mais 2 BTR-4Es, entrou em serviço com as Forças Terrestres transferidos para o serviço em 22 de agosto de 2015. |
| 150x150px                | BTR-3DA BTR-3Е1                                   | Ucrânia                                                                | Veículo blindado de transporte de pessoal | 54 6       | BTR-3E1 - entrou em serviço a partir de 2015; |
|                          | BTR-80                                            | União Soviética                                                        | Veículo blindado de transporte de pessoal | 102        | Em serviço desde 1984. Movido das Forças Armadas da URSS. A partir de 2016, eles entraram em serviço. |
| 150x150px                | BTR-7 "Defensor" BTR-70М BTR-70                   | Ucrânia União Soviética                                                | Veículo blindado de transporte de pessoal | 215        | BTR-7 (BTR-70DI) "Defender" - em serviço desde 2012. O contrato para o fornecimento de 13 viaturas foi assinado em 2011. ; BTR-70M - 20 veículos foram colocados em serviço em 1997; BTR-70 - em serviço desde 1972. Movido das Forças Armadas da URSS. |
|                          | BTR-60                                            | União Soviética                                                        | Veículo blindado de transporte de pessoal | 5          | |
| 150x150px                | BRDM-2L1 BRDM-2L1 BRDM-2                          | Ucrânia União Soviética                                                | Veículo de reconhecimento de combate      | 25 80 327  | O BRDM-2 está em serviço desde 1963. Movido das Forças Armadas da URSS. |
|                          | BTR-D                                             | União Soviética                                                        | Veículo blindado de transporte aéreo      | 15         | Em serviço desde 1974. Movido das Forças Armadas da URSS. |
|                          | AT105 Saxon                                       | Reino Unido                                                            | Veículo blindado de transporte de pessoal | 20         | 20 máquinas entregues do Reino Unido em 11 de fevereiro de 2015. Equipado com duas metralhadoras KT-7.62 e uma metralhadora DShKM. 1 foi convertido em um veículo blindado de reconhecimento (complementado com um mecanismo de elevação hidráulico com uma câmera de vídeo). 1 - para o complexo de reconhecimento (incluindo um quadrocopter). |
|                          | Bushmaster                                        | Austrália                                                              | Veículo blindado de transporte de pessoal | 20         | A Austrália doou 20 veículos em 2022. |
|                          | Piranha III                                       | Suíça                                                                  | Veículo blindado de transporte de pessoal | 25         | Transferido pela Dinamarca (25 veículos) em 2022. |
|                          | M113                                              | Estados Unidos                                                         | Veículo blindado de transporte de pessoal | 250        | Transferido para os EUA (200 carros) e Dinamarca (50 carros) em 2022.. |
|                          | FV103 Spartan                                     | Reino Unido                                                            | Veículo blindado de transporte de pessoal | 35         | Reino Unido doou 35 veículos em 2022. |
| 150x150px                | MT-LBu MT-LB                                      | União Soviética                                                        | Veículo blindado de transporte de pessoal | 45         | Usado como um veículo blindado de transporte de pessoal |
|                          | Mastiff                                           | Reino Unido                                                            | Veículo blindado                          | 80         | Reino Unido doou 80 carros em 2022. |
|                          | Wolfhound                                         | Reino Unido                                                            | Veículo blindado                          | 80         | Reino Unido doou 80 carros em 2022. |
|                          | Husky                                             | Reino Unido                                                            | Veículo blindado                          | 80         | Reino Unido doou 80 carros em 2022. |
|                          | KrAZ-6322 "Raptor"                                | Predefinição:Country data Украина                                      | Veículo blindado                          | n/d        | O veículo foi colocado em serviço em 22 de agosto de 2015. |
|                          | Bogdan-5316                                       | Predefinição:Country data Белоруссия/Predefinição:Country data Украина | Veículo blindado                          | 1          | 1 carro foi entregue pela empresa de confeitaria Roshen em 12 de dezembro de 2015. |
|                          | SBA "Inovador"                                    | Predefinição:Country data Украина                                      | Veículo blindado                          | 40         | |
|                          | SBA "Varta"                                       | Predefinição:Country data Украина                                      | Veículo blindado                          | 200        | |
| 150x150px                | Kozak-2M Cossack-2                                | Predefinição:Country data Украина                                      | Veículo blindado                          | 40         | |
| 150x150px                | HMMWV M1114 UAH HMMWV М1097А2 modificado por LRMZ | Estados Unidos / Ucrânia                                               | Veículo blindado                          | 48 39      | HMMWV M1114 UAH - 30 veículos foram entregues dos EUA em março de 2015, 28 deles foram transferidos para serviço com as Forças Terrestres, 20 veículos foram entregues dos EUA em janeiro de 2021. Equipados com kits de blindagem adicionais FRAG, protegidos por metralhadora MCTAGS e metralhadoras DShKM. HMMWV М1097А2 na modificação LRMZ - 40 veículos foram entregues dos EUA em 2001. Destes, 1 foi desmantelado para estudo, alguns dos restantes 39 foram blindados e complementados com equipamentos na Fábrica de Reparação Mecânica de Lviv. Em 2015, 1 dos veículos blindados foi modificado pela AvtoAlliance. Equipado com metralhadoras NSV-12.7 Utyos. |
|                          | Oncilla 4Х4 L2014-UD                              | Predefinição:Country data Украина/Predefinição:Country data Польша     | Veículo blindado                          | 25         | O Oncilla é uma variante do carro blindado Dozor-B, modificado para atender aos padrões de proteção balística e de minas da OTAN até STANAG-4569 nível 3. |
|                          | Mowag Duro III                                    | Predefinição:Country data Швейцария                                    | Veículo blindado                          | 1          | Recebido como assistência técnica.. |
|                          | Iveco M 40.12 WM/P                                | Predefinição:Country data Италия                                       | Veículo blindado                          | 4          | Transferido por Portugal em 2022. |
| Modernizações prometidas |                                                   |                                                                        |                                           |            | |
|                          | Bars-8                                            | Ucrânia                                                                | Veículo blindado                          | 5          | Em abril de 2017, o carro blindado foi entregue ao Ministério da Defesa para testes estaduais. Em 2019, entrou em serviço, mas não se sabe se os veículos entraram no exército. |
|                          | SCTV                                              | Estados Unidos/ Ucrânia                                                | Veículo blindado                          |            | O programa de modernização do HMMWV M998 recebido dos EUA foi acordado com a Textron Systems em outubro de 2015. Em 29 de janeiro de 2016, foi assinado contrato para fornecimento de 3 veículos modernizados e transferência de tecnologia de modernização. |

### Máquinas de controle
| Изображение | Тип                   | Производство    | Назначение                                                            | Количество   | Примечания |
| ----------- | --------------------- | --------------- | --------------------------------------------------------------------- | ------------ | --- |
|             | BTR-70DI-02 "Svityaz" | Ucrânia         | Veículo de comando                                                    | 3            | Um lote de veículos entrou em serviço no final de março de 2015, outros 5 veículos - em outubro de 2016. |
|             | AT105 Saxon           | Reino Unido     | Veículo de comando                                                    | 33           | Em 20 de junho de 2015, 55 veículos foram entregues do Reino Unido. Na Ucrânia, 35 deles foram convertidos em veículos de comando e estado-maior com diferentes especializações. 2 deles foram transferidos para o Corpo de Fuzileiros Navais da Marinha Ucraniana. |
|             | FV105 Sultan          | Reino Unido     | Veículo de comando                                                    | N/D          | Reino Unido planeja transferir várias unidades em 2022 |
|             | Р-142                 | União Soviética | Veículo de comando                                                    | N/D          | |
|             | Р-125Б2               | União Soviética | Veículo de comando                                                    | N/D          | |
|             | Р-125Б1               | União Soviética | Veículo de comando                                                    | N/D          | |
|             | ПУ-12                 | União Soviética | Ponto móvel de reconhecimento e controle das unidades de defesa aérea | N/D          | |
|             | ППРУ-1                | União Soviética | Ponto móvel de reconhecimento e controle das unidades de defesa aérea | N/D          | |
|             | 1В13(М) «Фальцет»     | União Soviética | Veículo de controle de fogo de artilharia                             | N/D          | |
|             | 1В14(М)               | União Soviética | Veículo de controle de fogo de artilharia                             | N/D          | |
|             | 1В15(М)               | União Soviética | Veículo de controle de fogo de artilharia                             | N/D          | |
|             | 1В16(М)               | União Soviética | Veículo de controle de fogo de artilharia                             | N/D          | Em 31 de dezembro de 2014, 2 veículos de controle de fogo para obuses autopropulsados 2S7 Pion foram entregues ao exército. Em 5 de janeiro de 2015, 4 veículos de controle de fogo para obuses autopropulsados 2С1 Gvozdika foram entregues ao exército.           |
|             | 1В18 «Клён-1»         | União Soviética | Veículo de controle de fogo de artilharia                             | N/D          | |
|             | 1В19 «Клён-2»         | União Soviética | Veículo de controle de fogo de artilharia                             | N/D          | |
|             | 1В110 «Берёза»        | União Soviética | Veículo de controle de fogo de artilharia                             | N/D          | |
|             | 1В111 «Ольха»         | União Soviética | Veículo de controle de fogo de artilharia                             | N/D          | |
|             | Р-423-1МУ             | Ucrânia         | Estação de comunicação troposférica                                   | N/D          | Em serviço desde 2010. |
|             | Р-417МУ               | Ucrânia         | Estação de comunicação troposférica                                   | pelo menos 3 | Em serviço desde 2007. Em 2007, 2 estações foram entregues ao exército, em 2008 outra 1 estação. |
|             | Р-140-0,5             | União Soviética | Rádio de banda lateral única de potência média                        | N/D          | |
|             | Р-118                 | União Soviética | Rádio de ondas curtas de carro                                        | N/D          | |
|             | П-241                 | União Soviética | Comunicação de hardware                                               | N/D          | |

### Veículos motorizados
| Imagem | Tipo                 | Produção                                                                               | Objetivo                | Quantidade   | Notas |
| ------ | -------------------- | -------------------------------------------------------------------------------------- | ----------------------- | ------------ | --- |
| </img> | BMM-4S               | Predefinição:Country data Украина</img>Predefinição:Country data Украина               | Veículo médico blindado | 7            | A partir de novembro de 2014, 2 veículos foram transferidos para as Forças Armadas . |
| </img> | BMM-70 "Arca"        | Predefinição:Country data Украина</img>Predefinição:Country data Украина               | Veículo médico blindado | 5            | A partir de outubro de 2014, 5 veículos foram transferidos para as Forças Armadas . |
| </img> | AT105 Saxão          | Reino Unido                                                                            | Veículo médico blindado | 15           | A partir de 2021. Em 20 de junho de 2015, 55 veículos foram entregues do Reino Unido. Em 2015, na Ucrânia, 20 deles foram convertidos em veículos de evacuação médica de primeira linha . |
|        | MT-LB S              | Predefinição:Country data Украина</img>Predefinição:Country data Украина               | Veículo médico blindado | 70           | A partir de 2021. Adotado em 2015 . Em 2015, 16 veículos foram entregues ao exército, em 2016 - 6 .                                                                                       |
| </img> | Arrebatar Land Rover | Predefinição:Country data Великобритания</img>Predefinição:Country data Великобритания | Veículo médico blindado | mais de 7    | 2 lotes de carros foram transferidos pela Letônia em 2021 . |
| </img> | FV104 Samaritano     | Predefinição:Country data Великобритания</img>Predefinição:Country data Великобритания | Veículo médico blindado | menos de 5   | O Reino Unido entregou várias unidades em 2022. |
| </img> | RG-31 Nyala          | Predefinição:Country data ЮАР</img>Predefinição:Country data ЮАР                       | Veículo médico blindado | 1            | A Espanha doou uma ambulância em 2022. |
|        | BMM-1S               | Predefinição:Country data Украина</img>Predefinição:Country data Украина               | Ambulância blindada     | pelo menos 4 | Em 2015, 4 viaturas foram entregues ao exército . |

### Engenharia e equipamentos especiais
| Изображение | Тип                      | Производство                             | Назначение                                              | Количество   | Примечания |
| ----------- | ------------------------ | ---------------------------------------- | ------------------------------------------------------- | ------------ | --- |
|             | К-611                    | União Soviética                          | Veículo de reconhecimento de radiação                   | N/D          | |
|             | РХМ-С                    | União Soviética                          | Veículo de reconhecimento químico                       | N/D          | |
|             | РХМ-1К «Кашалот»         | União Soviética                          | Veículo de reconhecimento químico                       | N/D          | |
|             | УАЗ-РХ                   | União Soviética                          | Veículo de reconhecimento químico                       | N/D          | |
|             | ИРМ-2                    | União Soviética                          | Veículo de engenharia de reconhecimento                 | N/D          | |
|             | ПТС-2                    | União Soviética                          | Transporte flutuante                                    | N/D          | |
|             | И-52                     | Predefinição:Country data Украина        | Minerador                                               | 1            | Um veículo entrou em serviço em 2013 |
|             | ПМЗ-4П                   | União Soviética                          | Minerador                                               | N/D          | |
|             | ГМЗ                      | União Soviética                          | Minerador                                               | N/D          | |
|             | УР-77                    | União Soviética                          | Lançador de foguetes autopropulsado de limpeza de minas | N/D          | |
|             | БМР-1                    | União Soviética                          | Veículo de desminagem blindado                          | N/D          | |
|             | ДИМ-М                    | União Soviética                          | Detector de mina de indução de estrada                  | N/D          | |
|             | БРЭМ-4РМ                 | Ucrânia                                  | BREM                                                    | Pelo menos 2 | Em 2015, 4 veículos foram entregues ao exército.. |
|             | FV106 Samson             | Predefinição:Country data Великобритания | BREM                                                    | Menos de 5   | O Reino Unido entregou várias unidades em 2022. |
|             | БРЭМ-84 «Атлет» (БРЭМ-М) | Ucrânia                                  | BREM                                                    | 2            | Em serviço desde 2008. |
|             | БРЭМ-2                   | União Soviética                          | BREM                                                    | N/D          | |
|             | БРЭМ-1                   | União Soviética                          | BREM                                                    | 10           | |
|             | БРЭМ-64                  | União Soviética                          | BREM                                                    | N/D          | |
|             | ИМР-2                    | União Soviética                          | Tanque de engenharia                                    | N/D          | Incluindo IMR-2M. Em 31 de dezembro de 2014, o lote IMR-2M foi entregue ao exército.                                                                                                 |
|             | МТ-ЛБ                    | União Soviética                          | Trator blindado de artilharia                           | N/D          | Usado como equipamento especial |
|             | БАТ-2                    | União Soviética                          | Construtor de estradas                                  | 53           | |
|             | БТС-4                    | União Soviética                          | Trator blindado                                         | Mais de 22   | Em outubro de 2021, a Lviv Armored Plant fabricou vários BTS-4 modernizados para as forças armadas ucranianas (nas quais foram instaladas rodas motrizes e esteiras do tanque T-80). |
|             | ПЗМ-2                    | União Soviética                          | Escavadeira                                             | N/D          | |
|             | МДК-3                    | União Soviética                          | Escavadeira transversal giratória montada               | N/D          | |
|             | ЭОВ-4421                 | União Soviética                          | Escavador hidráulico                                    | N/D          | |
|             | КТА-18.01                | Ucrânia                                  | Caminhão guindaste                                      | N/D          | Em serviço desde 2010. No chassi básico KrAZ-63221, MAZ-5337, KamAZ-55111. |
|             | МТУ-20                   | União Soviética                          | Camada ponte do tanque                                  | N/D          | |
|             | ТММ-3М                   | União Soviética                          | Ponte mecanizada pesada                                 | N/D          | |
|             | ТММ-3М1                  | União Soviética                          | Ponte mecanizada pesada                                 | N/D          | |
|             | ПМП-М                    | União Soviética                          | Parque de pontes flutuantes                             | N/D          | |
|             | УСМ-2                    | União Soviética                          | Planta para construção de pontes                        | N/D          | |
|             | ПОС                      | União Soviética                          | Estação de pintura em campo                             | N/D          | |
|             | ЭСБ-8ИМ                  | União Soviética                          | Estação de energia móvel                                | N/D          | |
|             | АЦ-40                    | Ucrânia                                  | Caminhão de bombeiros                                   | N/D          | Em serviço desde 2010. Em 2010, 37 caminhões-tanque foram entregues ao exército. |

## Artilharia e sistemas de mísseis táticos

### Sistemas de mísseis táticos operacionais
| Imagem                                | Tipo                          | Produção | Objetivo                  | Quantidade | Notas |
| ------------------------------------- | ----------------------------- | -------- | ------------------------- | ---------- | --- |
| 150x150px</img> <br />150x150px</img> | 9К79-1 «Точка-У» 9K79 "Ponto" | URSS     | Sistema de mísseis tático | 90         | 9K79-1 "Tochka-U" - em serviço desde 1989. Deslocado das Forças Armadas da URSS . 9K79 Tochka está em serviço desde 1976. Deslocado das Forças Armadas da URSS . |
| Tecnologia promissora                 |                               |          |                           |            | |
| </img>                                | " Trovão-2 "                  | Ucrânia  | Sistema de mísseis tático | 2          | Na fase de testes |

### Múltiplos sistemas de lançamento de foguetes
| Imagem                                | Tipo                                              | Produção       | Objetivo                   | Quantidade   | Notas |
| ------------------------------------- | ------------------------------------------------- | -------------- | -------------------------- | ------------ | --- |
| 150x150px</img> <br />150x150px</img> | "Amieiro" 9K58 "Smerch"                           | Ucrânia URSS   | MLRS                       | N/D 81 [1]   | Alder está em serviço desde 2018 . 9K58 "Smerch" - em serviço desde 1987. Deslocado das Forças Armadas da URSS . A modernização e ampliação do recurso foram feitas em 2015 . |
| </img>                                | 9K57 "Furacão"                                    | URSS           | MLRS                       | 70 [1]       | Em serviço desde 1978. Deslocado das Forças Armadas da URSS . Em agosto de 2016, 6 instalações foram entregues ao exército , em outubro - 2 . |
| </img>                                | BM-21U "Verba"                                    | Ucrânia        | MLRS                       | N/D          | Em serviço desde 2021. |
| </img>                                | 9K55 "Grand-1"                                    | URSS           | MLRS                       | 18 [1]       | |
| </img>                                | BM-21 Graduado                                    | URSS           | MLRS                       | 185 [1]      | Incluindo BM-21-1 . Em serviço desde 1987. Deslocado das Forças Armadas da URSS . BM-21 adicionais transferidos pela Polônia em 2022 . Em 14 de agosto de 2014, foi anunciado que a Usina de Reparos Shepetovsky modernizaria os BM-21 em serviço para o nível de KrAZ-6322RA "Bastion-01" . Em outubro de 2014, começou a blindagem das instalações Grad na Fábrica de Reparos de Locomotivas Nikolaev Diesel (as cabines Ural-375D são revestidas com chapa de aço) . A modernização e ampliação do recurso foram feitas em 2015 . |
| </img>                                | RM-70                                             | Checoslováquia | MLRS                       | pelo menos 7 | Versão checoslovaca do BM-21 Grad. Transferido pela República Checa em 2022 . |
| Tecnologia promissora                 |                                                   |                |                            |              | |
| </img>                                | KrAZ-63221RA "Bastião-03"                         | Ucrânia        | MLRS                       | 10           | Modernização ucraniana do MLRS 9K57 "Hurricane" no chassi KrAZ-6322 . |
| </img>                                | KrAZ-6322RA "Bastião-01" KrAZ-6322RA "Bastião-02" | Ucrânia        | MLRS                       | 6            | Modernização ucraniana do MLRS BM-21 "Grad" no chassi KrAZ-6322 . O alcance de tiro aumentou para 40 km. |
| </img>                                | "Alder-M"                                         | Ucrânia        | MLRS com munição ajustável |              | Na fase de testes . |

### Artilharia e morteiros de campanha
| Imagem                               | Tipo                      | Produção                          | Objetivo                                 | Quantidade                                          | Notas |
| Máquinas de autopropulsão            | Máquinas de autopropulsão | Máquinas de autopropulsão         | Máquinas de autopropulsão                | Máquinas de autopropulsão                           | Máquinas de autopropulsão |
| ------------------------------------ | ------------------------- | --------------------------------- | ---------------------------------------- | --------------------------------------------------- | --- |
|                                      | 2С7 «Пион»                | União Soviética                   | 203-мм САУ                               | более 13Predefinição:Источник:Military Balance 2022 | 31 декабря 2014 года армии были переданы 4 2С7 «Пион», 22 августа 2015 года — ещё 5 САУ. 83 2С7 «Пион» на храненииPredefinição:Источник:Military Balance 2022.                                                             |
|                                      | «CAESAR»                  | França                            | 155-мм САУ                               | 12                                                  | 12 единиц будет передано Францией в мае 2022 года. |
|                                      | «PzH 2000»                | Alemanha                          | 155-мм САУ                               | 12                                                  | В 2022 году Германия планирует передать 7 единиц, Нидерланды - 5 единиц. |
|                                      | 2С19 «Мста-С»             | União Soviética                   | 152-мм САУ                               | 35Predefinição:Источник:Military Balance 2022       | На вооружении с 1989 года. Перешли от Вооружённых Сил СССР. |
|                                      | 2С5 «Гиацинт-С»           | União Soviética                   | 152-мм САУ                               | 18Predefinição:Источник:Military Balance 2022       | На вооружении с 1976 года. Перешли от Вооружённых Сил СССР. В августе 2016 года армии передана партия установок. |
|                                      | 2С3 «Акация»              | União Soviética                   | 152-мм САУ                               | 249Predefinição:Источник:Military Balance 2022      | На вооружении с 1971 года. Перешли от Вооружённых Сил СССР. В августе 2016 года армии передано 12 установок. |
|                                      | 2С1 «Гвоздика»            | União Soviética                   | 122-мм САУ                               | 292Predefinição:Источник:Military Balance 2022      | На вооружении с 1971 года. Перешли от Вооружённых Сил СССР, также 18 гаубиц были переданы армии в 2014 году, 18 гаубиц — 5 января 2015 года и 7 гаубиц — 22 августа 2015 года. Также гаубицы переданы Польшей в 2022 году. |
| Equipamento rebocado e transportável |                           |                                   |                                          |                                                     | |
|                                      | M777                      | Reino Unido/ Estados Unidos       | 155-мм буксируемая гаубица               | 100                                                 | Переданы США (90 единиц), Австралией (6 единиц) и Канадой (4 единицы) в 2022 году |
|                                      | 2А65 «Мста-Б»             | União Soviética                   | 152-мм буксируемая гаубица               | 130                                                 | На вооружении с 1987 года. Перешли от Вооружённых Сил СССР, также 22 августа 2015 года армии было передано менее 15 гаубиц.                                                                                                |
|                                      | 2А36 «Гиацинт-Б»          | União Soviética                   | 152-мм буксируемая гаубица               | 180                                                 | |
|                                      | Д-20                      | União Soviética                   | 152-мм буксируемая пушка-гаубица         | более 130                                           | |
|                                      | Д-30                      | União Soviética                   | 122-мм буксируемая гаубица               | 75 (+9)                                             | В том числе Д-30А. На вооружении с 1960 года. Перешли от Вооружённых Сил СССР. 9 единиц передано Эстонией в 2022 году. |
|                                      | 2Б16 «Нона-К»             | União Soviética                   | 120-мм буксируемое артиллерийское орудие | 2                                                   | |
|                                      | Барс-8ММК                 | Ucrânia                           | 120-мм самоходный миномёт                | 6                                                   | На вооружении с 2019 года. Ещё 6 единиц передано в десантно-штурмовые войска Украины. |
|                                      | М120-15 «Молот»           | Ucrânia                           | 120-мм миномёт                           | 120                                                 | |
|                                      | 2С12 «Сани»               | União Soviética                   | 120-мм миномёт                           | 190                                                 | |
|                                      | ПМ-38                     | União Soviética                   | 120-мм миномёт                           | 30                                                  | |
|                                      | Rheinmetall 120 Krh/40    | Finlândia/ Alemanha               | 120-мм миномёт                           | 12                                                  | Переданы Германией в 2022 году. |
|                                      | 2Б9 «Василёк»             | União Soviética                   | 82-мм буксируемый миномёт                | н/д                                                 | На вооружении с 1970 года. Перешли от Вооружённых Сил СССР. |
|                                      | УПИК-82                   | Ucrânia                           | 82-мм носимый миномёт                    | более 300                                           | На вооружении с 2017 года. Главный разработчик - ООО «Predefinição:Comment». |
|                                      | 82-мм миномёт             | Ucrânia                           | 82-мм носимый миномёт                    | н/д                                                 | Партия миномётов передана на вооружение Вооружённым силам в 1998 году. |
|                                      | КБА-48М 2Б14 «Поднос»     | Ucrânia · União Soviética         | 82-мм носимый миномёт                    | н/д                                                 | КБА-48М — в октябре 2016 года армии передана партия орудий. |
|                                      | М60-16 «Камертон»         | Ucrânia                           | 60-мм пехотный миномёт                   | более 100                                           | На вооружении с 2017 года. Главный производитель - ОАО «Завод „Маяк“». |
|                                      | LMP-2017                  | Polónia                           | 60-мм пехотный миномёт                   | 100                                                 | Польша передала 100 единиц в 2022 году. |
| Tecnologia promissora                |                           |                                   |                                          |                                                     | |
|                                      | 2С22 «Богдана»            | Predefinição:Country data Украина | 155-мм САУ                               | 1                                                   | Разрабатывается в интересах Сухопутных войск |
|                                      | vz.77 DANA M2             | Predefinição:Country data Чехия   | 152-мм САУ                               | 30                                                  | Ожидается закупка для Сухопутных войск |
|                                      | 82-мм миномет «Верба»     | Ucrânia                           | 82-мм носимый миномёт                    |                                                     | Разработан в 2015 году, на стадии испытаний. |

### Artilharia antitanque
| Imagem | Tipo         | Produção      | Objetivo                   | Quantidade       | Notas |
| ------ | ------------ | ------------- | -------------------------- | ---------------- | --- |
| </img> | T-12 / MT-12 | </img> a URSS | arma anti-tanque de 100 mm | cerca de 500 [3] | Incluindo treinamento T-12, T-12N, MT-12, MT-12N, MT-12R e MT-12 . Em serviço desde 1970. Deslocado das Forças Armadas da URSS . |

| Em armazenamento | Em armazenamento | Em armazenamento | Em armazenamento                      | Em armazenamento | Em armazenamento                                                   |
| ---------------- | ---------------- | ---------------- | ------------------------------------- | ---------------- | ------------------------------------------------------------------ |
| </img>           | D-48             | </img> a URSS    | arma anti-tanque de 85 mm             | 134              | Pelo menos 43 D-48s e 2 D-48Ns estavam armazenados em 2011         |
| </img>           | D-44             | </img> a URSS    | Arma divisional e antitanque de 85 mm | 123              | Pelo menos 324 D-44s e 2 D-44-Ns em armazenamento a partir de 2011 |
| </img>           | ZIS-3            | </img> a URSS    | Arma divisional e antitanque de 76 mm | pelo menos 2     | em armazenamento                                                   |

## Sistemas de defesa aérea
| Imagem                | Tipo                                                         | Produção                        | Objetivo                                         | Quantidade               | Notas |
| --------------------- | ------------------------------------------------------------ | ------------------------------- | ------------------------------------------------ | ------------------------ | --- |
|                       | С-300В                                                       | União Soviética                 | самоходный ЗРК большой дальности                 | 4                        | На вооружении ВСУ переданы от ВС СССР, ещё одно было передано странами партнёрами в апреле[carece de fontes?][уточнить]                                                             |
|                       | 9К330 «Тор-М»                                                | União Soviética                 | самоходный ЗРК                                   | 6                        | Ещё имеется некоторое количество на хранении. |
|                       | 9К33М2 «Оса-АКМ»Predefinição:Источник:Military Balance 2020  | União Soviética                 | самоходный ЗРК средней дальности                 | ~100[carece de fontes?]  | На вооружении с 1980 года. Перешли от Вооружённых Сил СССР, также 22 августа 2015 года армии было передано 5 комплексов, в октябре 2016 года — 2.                                   |
|                       | 2К22 «Тунгуска»                                              | União Soviética                 | самоходный ЗРПК                                  | 75                       | На вооружении с 1982 года. Перешли от Вооружённых Сил СССР. В октябре 2016 года армии передан 1 комплекс.                                                                           |
|                       | ЗСУ-23-4 «Шилка»                                             | União Soviética                 | ЗСУ                                              | ~100[carece de fontes?]  | |
|                       | 9К35 «Стрела-10М»Predefinição:Источник:Military Balance 2020 | União Soviética                 | самоходный ЗРК малой дальности                   | ~150[carece de fontes?]  | На вооружении с 1980 года. Перешли от Вооружённых Сил СССР. В августе 2016 года армии передано 3 комплекса, в октябре — ещё 3. Дополнительные комплексы переданы Чехией в 2022 году |
|                       | Stormer HVM                                                  | Reino Unido                     | самоходный ЗРК малой дальности                   | н/д                      | Переданы Великобританией в 2022 году. |
|                       | С-60                                                         | União Soviética                 | 57-мм зенитное орудие                            | н/д                      | |
|                       | ЗУ-23-2                                                      | União Soviética                 | 23-мм спаренная зенитная установка               | ~1000[carece de fontes?] | |
|                       | ЗПУ-2                                                        | União Soviética                 | 14,5-мм спаренная зенитная пулемётная установка  | н/д                      | |
|                       | ЗПУ-1                                                        | União Soviética                 | 14,5-мм зенитная пулемётная установка            | н/д                      | |
|                       | FIM-92 Stinger                                               | Estados Unidos                  | ПЗРК                                             | более 2400               | В 2022 году поставлено и запланировано более 1400 от США, 500 от Германии, 300 от Дании, 200 от Нидерландов, некоторое количество от Италии, Литвы и Латвии.                        |
|                       | Starstreak                                                   | Reino Unido                     | ПЗРК                                             | н/д                      | Переданы Великобританией в 2022 году. |
|                       | Мистраль                                                     | França                          | ПЗРК                                             | н/д                      | Переданы Францией и Норвегией в 2022 году. |
|                       | Piorun (ПЗРК)                                                | Polónia                         | ПЗРК                                             | н/д                      | Переданы Польшей в 2022 году. |
|                       | 9К38 «Игла» 9К310 «Игла-1»                                   | União Soviética                 | ПЗРК                                             | н/д                      | Остались от СССР |
|                       | EDM4S-UA                                                     | Predefinição:Country data Литва | радиоэлектронный комплекс противодействия дронам | н/д                      | Переданы Литвой для ВСУ |
| Tecnologia promissora |                                                              |                                 |                                                  |                          | |
|                       | ЗСУ «Гепард»                                                 | Alemanha                        | ЗСУ                                              | 50                       | Германия планирует передать в 2022 году. |

| Em armazenamento | Em armazenamento                     | Em armazenamento                    | Em armazenamento                                        | Em armazenamento | Em armazenamento |
| ---------------- | ------------------------------------ | ----------------------------------- | ------------------------------------------------------- | ---------------- | --- |
| </img>           | 2K12M3 "Kub-M3" 2K12-2D "Kvadrat-2D" | </img> a URSS Ucrânia</img> Ucrânia | sistema de defesa aérea autopropulsado de curto alcance | Pelo menos 10    | Atualizado e retornado ao serviço em 2018                                                                                             |
| </img>           | S-200                                | </img> a URSS                       | Sistemas de defesa aérea de longo alcance               | Pelo menos 3     | Em armazenamento |
| </img>           | 2K11 "Círculo"                       | </img> a URSS                       | Sistema de defesa aérea de médio alcance                | n / D            | Em armazenamento |
| </img>           | KS-19                                | </img> a URSS                       | arma antiaérea de 100 mm                                | pelo menos 183   | Pelo menos 173 KS-19 e 10 KS-19M2 em armazenamento                                                                                    |
| </img>           | 61-K                                 | </img> a URSS                       | Arma antiaérea automática de 37 mm                      | pelo menos 102   | Em armazenamento |
| </img>           | ZPU-4                                | </img> a URSS                       | Montagem de metralhadora antiaérea quádrupla de 14,5 mm | n / D            | em armazenamento |
| </img>           | Seta-3                               | </img> a URSS                       | MANPADS                                                 | pelo menos 149   | Em armazenamento |
| </img>           | Strela-2 M                           | </img> a URSS                       | MANPADS                                                 | pelo menos 202   | Em armazenamento. Em 2022, a Alemanha planeja entregar 2.700 unidades , e a República Tcheca - 160 mísseis e 10 tubos de lançamento . |

## Sistemas de radar móvel
| Изображение | Тип                                                          | Производство                      | Назначение                                                                                           | Количество  | Примечания |
| ----------- | ------------------------------------------------------------ | --------------------------------- | --- | ----------- | --- |
|             | Р-330 «Мандат»/УМ                                            | União Soviética/ Ucrânia          | автоматизированный комплекс РЭП                                                                      | н/д         | На вооружении с 2014 года. |
| 150x150px   | «Кольчуга-КЕ» «Кольчуга-М» «Кольчуга»                        | Ucrânia · Ucrânia União Soviética | станция радиотехнической разведки                                                                    | 29          | «Кольчуга-КЕ» — на вооружении с 2009 года. В 2012 году армии поставлена 1 станция; «Кольчуга-М» — на вооружении с 2001 года.                                                        |
|             | 1АР1 «Положение-2»                                           | Ucrânia                           | автоматизированный звукометрический акустический комплекс разведки огневых позиций пушек и миномётов | н/д         | На вооружении с 2013 года. |
|             | 1Л220У «Зоопарк-2»                                           | Ucrânia                           | РЛС контрбатарейной борьбы                                                                           | н/д         | На вооружении с 2003 года |
|             | СНАР-10 «Леопард»Predefinição:Источник:Military Balance 2016 | União Soviética                   | станция наземной артиллерийской разведки                                                             | н/д         | |
|             | ПРП-4 «Нард»                                                 | União Soviética                   | подвижный пункт разведки и целеуказания ракетно-артиллерийским системам                              | н/д         | |
|             | ПРП-3 «Вал»Predefinição:Источник:Military Balance 2016       | União Soviética                   | подвижный пункт разведки и целеуказания ракетно-артиллерийским системам                              | н/д         | |
|             | AN/MPQ-64 Sentinel                                           | Estados Unidos                    | подвижная трёхкоординатная радиолокационная станция кругового обзора для ближней ПВО                 | 2           | 2 радара поставлено из США в 2022 году. |
|             | 79К6 «Пеликан»                                               | Ucrânia                           | подвижная трёхкоординатная радиолокационная станция кругового обзора                                 | не менее 2  | |
|             | П-18                                                         | União Soviética/ Ucrânia          | мобильная двухкоординатная радиолокационная станция кругового обзора                                 | более 30    | |
|             | AN/TPQ-36                                                    | Estados Unidos                    | контрбатарейная РЛС                                                                                  | не менее 28 | 2 радара поставлено из США 14 ноября 2015 года, ещё 4 — 2 июля 2016 года. 5 радаров переданы Нидерландами в 2022 году. Еще одна партия из 10 радаров поставлена из США в 2022 году. |
|             | АРК-1 «Рысь»                                                 | União Soviética                   | контрбатарейная РЛС                                                                                  | н/д         | |
|             | AN/TPQ-49                                                    | Estados Unidos                    | лёгкая контрбатарейная РЛС                                                                           | не менее 10 | Заключен контракт с компанией Defense Technology Inc. на поставку в 2015 году 10 радаров поставлено из США 2 июля 2016 года.                                                        |
|             | AN/TPQ-48                                                    | Estados Unidos                    | лёгкая контрбатарейная РЛС                                                                           | не менее 20 | 20 радаров поставлено из США в 2014—2015 годах, поставка ещё 10 ожидается до конца 2015 года                                                                                        |
|             | Thales Squire                                                | Países Baixos                     | РЛС наземной разведки                                                                                | 2           | 2 радара передано Нидерландами в 2022 году. |
|             | АРСОМ-2                                                      | União Soviética                   | артиллерийская РЛС обнаружения минометов                                                             | н/д         | |

## Aviação

### Helicópteros
No início da década de 1990, a Aviação do Exército consistia em 7 regimentos de helicópteros de combate, 2 regimentos de transporte e vários esquadrões independentes. Cerca de 900 helicópteros Mi-2, Mi-6, Mi-8, Mi-26 e Mi-24 (250 unidades) estavam em serviço.
Em 1994, a maioria dos helicópteros das Forças Armadas da Ucrânia, como aviação do exército, passou a fazer parte das Forças Terrestres da Ucrânia  . A Força Aérea da Ucrânia está armada apenas com um certo número de helicópteros multifuncionais Mi-8MT  .
Em 2008, as Forças Terrestres da Ucrânia estavam armadas com 72 helicópteros de todos os tipos (combate, transporte-combate e transporte)  .
A partir do início de 2013, após uma redução maciça, a aviação do exército consiste na 16ª brigada de aviação do exército separada ( Brody ), o 7º regimento de aviação do exército ( Novy Kalinov ) e a 11ª brigada de aviação do exército separada das tropas do Comando Terrestre das Forças Armadas Forças da Ucrânia (pág. Chernobaevka )   .
| Imagem                                                                            | Tipo    | Modelo                   | Produção                 | Objetivo                        | Quantidade                  | Notas |
| --------------------------------------------------------------------------------- | ------- | ------------------------ | ------------------------ | ------------------------------- | --------------------------- | --- |
| </img>                                                                            | Mi-24   | PU1 VP P básico          | Ucrânia URSS URSS        | Helicóptero de ataque           | Cerca de 35 [160]           | |
| 150x150px</img> <br />150x150px</img> <br />150x150px</img> <br />150x150px</img> | Mi-8    | Mi-17V-5 PME-V MT básico | Rússia Ucrânia URSS URSS | Helicóptero multiuso            | 16 Mi-17V-5 cerca de 23 [1] | Mi-17V-5 - em 2022, 16 helicópteros em serviço ou indo para o Afeganistão foram recebidos dos Estados Unidos. Mi-8MSB-V - adotado em 2014 . 3 helicópteros foram entregues à Força Aérea em 2014 , 4 em 2015 |
| </img>                                                                            | Sino 47 | LEV-1                    | Estados Unidos / Ucrânia | helicóptero de recuperação leve | 1 [1]                       | |

### UAV
| Imagem | Tipo                    | Modelo                 | Produção         | Finalidade                  | Quantidade | Observações |
| ------ | ----------------------- | ---------------------- | ---------------- | --------------------------- | ---------- | --- |
|        | «Фурия»                 | А1-СМ А1-С             | Ucrânia          | разведывательный БПЛА       | менее 300  | Принят на вооружение в 2020 году. По 2-3 аппарата в составе комплекса. К 2020 году силовым структурам Украины поставлено более 100 комплексов. Часть на вооружении артиллерийских и ракетных бригад Сухопутных войск. |
|        | БпАК-МП-1               | «Spectator-M1» базовая | Ucrânia          | разведывательный БПЛА       | более 60   | На вооружении с 2019 года. |
|        |                         | базовая                | Polónia          | разведывательный БПЛА       | н/д        | Используется с марта 2015 года.. |
|        | RQ-11                   | B                      | Estados Unidos   | малый разведывательный БПЛА | менее 72   | По 3 аппарата в составе комплекса. Получены в 2016 году в составе 24 комплексов в качестве помощи от США. Часть на вооружении механизированных бригад Сухопутных войск.                                               |
|        | Sky-Watch «Heidrun»     | EO/IR                  | Dinamarca        | малый разведывательный БПЛА | 25         | Дания закупила и передала Украине в 2022 году. |
|        | AeroVironment «Quantix» | Recon                  | Estados Unidos   | малый разведывательный БПЛА | 100+       | Подарено компанией AeroVironment в 2022 году. |
|        | AeroVironment           |                        | Estados Unidos   | малый разведывательный БПЛА | н/д        | Передано США в 2022 году. |
|        | AeroVironment           | 600 300                | Estados Unidos   | барражирующий боеприпас     | 700        | Передано США в 2022 году. |
|        | AEVEX Aerospace         | базовая                | Estados Unidos   | барражирующий боеприпас     | 121+       | Передано США в 2022 году. |
|        |                         | базовая                | Polónia/ Ucrânia | барражирующий боеприпас     | н/д        | Используется с 2016 года. |
|        | Malloy T150             | базовая                | Reino Unido      | грузовой БПЛА               | 20-30      | Великобритания планирует передать тяжелые грузовые БПЛА Malloy T150 в 2022 году. |

## Veículos automotores e outros equipamentos

### Veículos motorizados
| Imagem                | Tipo                                                            | Produção                                                                     | Objetivo                                                  | Quantidade        | Notas |
| --------------------- | --------------------------------------------------------------- | ---------------------------------------------------------------------------- | --------------------------------------------------------- | ----------------- | --- |
|                       | Side-by-side                                                    | China                                                                        | квадроцикл                                                | н/д               | Используется с 2018 года, для транспортировки ПТРК Стугна-П |
|                       | Богдан-2351                                                     | China/ Ucrânia                                                               | автомобиль повышенной проходимости                        | н/д               | Используется с 2016 года.. |
|                       | МАЗ-543/7310                                                    | União Soviética                                                              | тяжёлый колёсный грузовой автомобиль высокой проходимости | н/д               | Перешли из состава Вооруженных сил СССР. |
|                       | ЗИЛ-135ЛМ/БАЗ-135ЛМ                                             | União Soviética                                                              | тяжёлый колёсный грузовой автомобиль высокой проходимости | н/д               | Перешли из состава Вооруженных сил СССР. |
|                       | MTV                                                             | Predefinição:Country data США                                                | грузовой автомобиль                                       | 72                | США планирует передать 72 машины для буксирования 155-мм гаубиц в 2022 году. |
|                       | КрАЗ-6446                                                       | Ucrânia                                                                      | седельный тягач высокой проходимости                      | н/д               | На вооружении с 2008 года. В 2014 году армии поставлено 70 КрАЗ-6322, 63221 и 6446. |
|                       | МАЗ-537                                                         | União Soviética                                                              | седельный тягач высокой проходимости                      | н/д               | Перешли из состава Вооруженных сил СССР. |
|                       | МАЗ-7410                                                        | União Soviética                                                              | седельный тягач высокой проходимости                      | н/д               | Перешли из состава Вооруженных сил СССР. |
|                       | КрАЗ-260                                                        | União Soviética/ Ucrânia                                                     | грузовой автомобиль повышенной проходимости               | 23                | |
|                       | Урал-4320/43202                                                 | União Soviética                                                              | грузовой автомобиль повышенной проходимости               | около 400         | Перешли из состава Вооруженных сил СССР. |
| 150x150px             | КрАЗ-63221 КрАЗ-6322                                            | Ucrânia                                                                      | грузовой автомобиль повышенной проходимости               | 124               | КрАЗ-63221 — на вооружении с 2010 года (вместе с автомобильным краном КТА-18.01). В 2014 году армии поставлено 70 КрАЗ-6322, 63221 и 6446; КрАЗ-6322 — на вооружении с 2008 года. В 2008 году армии было поставлено 30 машин, в 2010 году — ещё 18, в 2014 году — 70 7КрАЗ-6322, 63221 и 6446. |
|                       | КрАЗ-6321                                                       | Ucrânia                                                                      | грузовой автомобиль повышенной проходимости               | н/д               | На вооружении с 2008 года. |
|                       | ЗИЛ-131                                                         | União Soviética                                                              | грузовой автомобиль повышенной проходимости               | около 200         | Перешли из состава Вооруженных сил СССР. |
|                       | КАМАЗ-4310                                                      | União Soviética                                                              | грузовой автомобиль повышенной проходимости               | около 300         | Перешли из состава Вооруженных сил СССР. |
|                       | КамАЗ-43114                                                     | Rússia                                                                       | грузовой автомобиль повышенной проходимости               | н/д               | |
|                       | КрАЗ-255Б                                                       | União Soviética                                                              | грузовой автомобиль повышенной проходимости               | н/д               | Перешли из состава Вооруженных сил СССР. |
|                       | КрАЗ-214                                                        | União Soviética                                                              | грузовой автомобиль повышенной проходимости               | н/д               | Перешли из состава Вооруженных сил СССР. |
| 150x150px             | КрАЗ-5233ВЕ КрАЗ-5233НЕ                                         | Ucrânia                                                                      | грузовой автомобиль повышенной проходимости               | н/д               | КрАЗ-5233ВЕ — на вооружении с 2011 года. В 2013 году армии было поставлено 3 машины; КрАЗ-5233НЕ — на вооружении с 2011 года |
|                       | Богдан-5316                                                     | Bielorrússia/ Ucrânia                                                        | грузовой автомобиль повышенной проходимости               | 100               | Поставлены армии в августе 2016 года. Планируется закупка до 250 автомобилей Богдан-5316, Богдан-6317 и Богдан-6425. |
|                       | Богдан-6317                                                     | Bielorrússia/ Ucrânia                                                        | грузовой автомобиль повышенной проходимости               | н/д               | Планируется закупка до 250 автомобилей Богдан-5316, Богдан-6317 и Богдан-6425. |
|                       | Богдан-6425                                                     | Bielorrússia/ Ucrânia                                                        | седельный тягач                                           | н/д               | Планируется закупка до 250 автомобилей Богдан-5316, Богдан-6317 и Богдан-6425. |
|                       | КрАЗ-257                                                        | União Soviética                                                              | грузовой автомобиль                                       | н/д               | Перешли из состава Вооруженных сил СССР. |
|                       | КрАЗ-250                                                        | União Soviética                                                              | грузовой автомобиль                                       | н/д               | Перешли из состава Вооруженных сил СССР. |
|                       | КамАЗ-5320                                                      | União Soviética                                                              | грузовой автомобиль                                       | н/д               | Перешли из состава Вооруженных сил СССР. Часть мобилизована из народного хозяйства. |
|                       | МАЗ-4371                                                        | Predefinição:Country data Беларусь                                           | топливозаправщик                                          | н/д               | |
|                       | КрАЗ-6510                                                       | Predefinição:Country data Украина                                            | самосвал                                                  | 16                | По состоянию на конец 2008 г. |
|                       | ГАЗ-66                                                          | União Soviética                                                              | грузовой автомобиль повышенной проходимости               | 2000              | По состоянию на 2017 г. Перешли из состава Вооруженных сил СССР. |
|                       | МАЗ-5433                                                        | União Soviética                                                              | седельный тягач                                           | н/д               | По состоянию на 2013 г. Перешли из состава Вооруженных сил СССР. |
|                       | Iveco Trakker 6х6                                               | Predefinição:Country data Италия                                             | грузовой автомобиль повышенной проходимости               | н/д               | В рамках государственного оборонного заказа Украины в войска поставляется новая спецтехника на базе полноприводных шасси Iveco Trakker 6х6. |
|                       | Renault Midlum 240 4х4                                          | Predefinição:Country data Франция                                            | грузовой автомобиль повышенной проходимости               | н/д               | В рамках государственного оборонного заказа Украины один из поставщиков начал поставку в войска новых спецавтомобилей связи на базе полноприводных шасси Renault Midlum 4х4. |
|                       | Mercedes-Benz Unimog                                            | Predefinição:Country data Германия                                           | санитарный автомобиль                                     | 4                 | 26 ноября 2014 года в рамках проекта «RCTacMed» волонтёрами были переданы 2 медицинские машины, ещё 2 машины были переданы 4 декабря. |
|                       | HMMWV M1152 с санитарным модулем BURTEK B4731                   | Estados Unidos                                                               | санитарный автомобиль                                     | 60                | |
|                       | Богдан-2251                                                     | Predefinição:Country data КНР/Predefinição:Country data Украина              | санитарный автомобиль                                     | 350               | По состоянию на 2021 год. Допущена к эксплуатации в 2016 году. Всего по контракту в 2017 году в войска поставлено 100 машин, 101 машина в 2018 году и 149 машин в 2019 году. |
|                       | УАЗ-452А/3962                                                   | União Soviética                                                              | санитарный автомобиль                                     | около 600         | По состоянию на 2017 год |
| 150x150px             | HMMWV М1097А2 HMMWV М998                                        | Estados Unidos                                                               | автомобиль повышенной проходимости                        | менее 39 более 28 | HMMWV М1097А2 — 40 машин поставлено из США в 2001 году. Из них 1 была разобрана для изучения, из оставшихся 39 часть была бронированна и модифицирована, часть осталась в базовой небронированной комплектации. Оснащены пулемётами ДШКМ. HMMWV М998 — 100 машин поставлено из США 18 июля 2015 года. 20 из них были переданы на вооружение Сухопутных войск в августе 2015 года. Кроме того, 1 машина была передана армии волонтёрами в июне 2015 года. Также более 7 машин находятся на вооружении сил специальных операций Согласно договорённостям США собираются поставить Украине ещё 100 небронированных HMMWV. |
| 150x150px             | УАЗ-315195-030М УАЗ-315195-030 УАЗ-31519 УАЗ-31514 УАЗ-469/3151 | Rússia União Soviética                                                       | автомобиль повышенной проходимости                        | около 300         | УАЗ-315195-030М — на вооружении с 2009 года. В 2010 армии было поставлено 28 машин; УАЗ-315195-030 — на вооружении с 2010 года. В 2010 армии было поставлено 23 машин. |
|                       | Toyota Land Cruiser                                             | Predefinição:Country data Япония                                             | автомобиль повышенной проходимости                        | 43                | ВСУ получили 43 новых автомобилей Toyota Land Cruiser J76 4X4 из США в рамках программы иностранной военной помощи |
|                       | «Пегас» и аналоги                                               | Ucrânia                                                                      | лёгкий штурмовой автомобиль                               | 10                | В январе 2015 года 1 автомобиль был передан волонтёрами 9-му батальону территориальной обороны Винницкой области. По итогам эксплуатации данного образца было принято решение о закупке ещё 9 автомобилей для подразделений специального назначения. Две аналогичных машины эксплуатируются в 92-й ОМБ |
|                       | ГАЗ-14-05                                                       | União Soviética                                                              | легковой автомобиль                                       | 2                 | Перешли из состава Вооруженных сил СССР. На хранении. |
|                       | Blue Bird TC/2000                                               | Estados Unidos                                                               | автобус                                                   | порядка 20        | В числе другой техники были оставлены на Украине американской миссией, после окончания работ по утилизации объектов РВСН в рамках Программы совместного уменьшения угрозы. По состоянию на 2008 г. в ВСУ числилось не менее 21 автобуса такого типа. |
| 75x75px 84x84px       | Не специализированная автотехника                               | Различные производители                                                      |                                                           |                   | С началом конфликта на Востоке Украины в подразделениях вооружённых сил начали использоваться автомашины не являющиеся специализированными военными и не принятые на вооружение официально. Данная автотехника поступает в войска за счёт мобилизации (только в 2014 году из гражданского сектора экономики Украины в Вооружённые силы было мобилизовано почти 6200 автомашин) и волонтёрской помощи (по данным украинского издания «AUTO-Consulting», к средине марта 2015 года волонтёры передали украинской армии более 2000 внедорожников, фургонов и пикапов).                                                    |
|                       | ЗИЛ-157                                                         | Predefinição:Country data СССР                                               | грузовой автомобиль                                       | н/д               | В октябре 2015 г. были сняты с хранения автомобили ЗИЛ-151 и ЗИЛ-157. Машины были направлены для комплектования автотехникой батальонов территориальной обороны и вспомогательных подразделений. На хранении в 2021. |
|                       | ЗИЛ-151                                                         | Predefinição:Country data СССР                                               | грузовой автомобиль                                       | н/д               | В октябре 2015 г. были сняты с хранения автомобили ЗИЛ-151 и ЗИЛ-157. Машины были направлены для комплектования автотехникой батальонов территориальной обороны и вспомогательных подразделений. На хранении в 2021. |
|                       | [[]] [Saurer 2DM] [[]] [Berna 2VM]                              | Predefinição:Country data Швейцария                                          | грузовой автомобиль                                       | н/д               | Однотипные грузовые автомобили Saurer 2DM и Berna 2VM попали в Вооруженные силы Украины в неустановленном количестве до начала вооружённого конфликта на востоке Украины. |
|                       | Steyr-Puch Pinzgauer 712M                                       | Áustria                                                                      | санитарная машина                                         | 2                 | 20 февраля 2015 года управление Государственной пенитенциарной службы Украины в Сумской области передало армии 1 машину, ранее полученную ей от Швейцарского фонда «Help-Point Sumy» в качестве гуманитарной помощи. 21 октября 2015 года распоряжением Кабинета министров Украины № 1108-р со склада Сумской таможни Государственной фискальной службы Украины была передана ещё 1 машина. |
| Перспективная техника |                                                                 |                                                                              |                                                           |                   | |
|                       | Hyundai HD120                                                   | Predefinição:Country data Республика Корея/Predefinição:Country data Украина | грузовой автомобиль                                       | 100               | По состоянию на апрель 2017 г. Военной комиссией рекомендовано рассмотреть вопрос о принятии на вооружение Вооруженных сил Украины (производятся корпорацией «Богдан»). |
|                       | Hyundai HD65                                                    | Predefinição:Country data Республика Корея/Predefinição:Country data Украина | грузовой автомобиль                                       | 100               | По состоянию на апрель 2017 г. Военной комиссией рекомендовано рассмотреть вопрос о принятии на вооружение Вооруженных сил Украины (производятся корпорацией «Богдан») |
|                       | Tata LPTA 713 TC                                                | Predefinição:Country data Индия                                              | грузовой автомобиль                                       |                   | Передан на испытания. |
|                       | Богдан Карго                                                    | Predefinição:Country data Республика Корея/Predefinição:Country data Украина | грузовой автомобиль                                       |                   | Находится в стадии испытаний. |
|                       | KIA KM420                                                       | Predefinição:Country data Республика Корея                                   | автомобиль повышенной проходимости                        | 1                 | Автомобиль был ввезен в 2015 г. для ознакомления. |

### Outros equipamentos
| Imagem | Tipo                  | Produção | Objetivo                      | Quantidade | Notas                   |
| ------ | --------------------- | -------- | ----------------------------- | ---------- | ----------------------- |
|        | PCVS                  | Ucrânia  | salão de cinema e vídeo móvel | n / D      | Em serviço desde 2007 . |
|        | VFS-2.5               | URSS     | estação de filtro             | n / D      |                         |
|        | PAK-200               | URSS     | cozinha de campo automotiva   | 450        | + 81 reboques           |
| </img> | KP-130                | URSS     | cozinha de campo rebocada     | 4651       |                         |
| </img> | KP-125                | URSS     | cozinha de campo rebocada     | 1729       |                         |
| </img> | KP-2-48               | URSS     | cozinha de campo rebocada     | 674        |                         |
|        | KP-10 / KP-20 / KP-75 | URSS     | cozinha de campo portátil     | 10 202     |                         |

## Armas de pequeno porte e armas de mão pesada

### Granadas
| Modelo                                                   | Imagem    | Fabricante                                   | Tipo                                          | Observações |
| Pistolas                                                 | Pistolas  | Pistolas                                     | Pistolas                                      | Pistolas |
| -------------------------------------------------------- | --------- | -------------------------------------------- | --------------------------------------------- | --- |
| ПМ                                                       |           | União Soviética                              | Пистолет                                      | На вооружении с 1951 года. Перешли от Вооружённых Сил СССР. |
| ПБ                                                       |           | União Soviética                              | Бесшумный пистолет                            | На вооружении с 1967 года. Перешли от Вооружённых Сил СССР. Используется подразделениями военной разведки |
| Sarsilmaz SAR 9                                          |           | Turquia                                      | Пистолет                                      | Используется с 2020 года. Госкомпания "Укрспецэкспорт" в конце 2020 года поставила в Украину 250 турецких полимерных пистолетов Sarsilmaz SAR 9 калибра 9×19 мм общей стоимостью 104 680 долларов.                                                                                   |
| АПСБ                                                     |           | União Soviética                              | Пистолет                                      | На вооружении с 1951 года. Перешли от Вооружённых Сил СССР. Используется подразделениями военной разведки |
| Форт-14ТП с глушителем Форт-14ТП                         | 150x150px | Ucrânia                                      | Бесшумный пистолет Пистолет                   | Форт-14ТП с глушителем — На вооружении с 2014 года; Форт-14ТП — на вооружении с 2014 года. |
| Форт-17                                                  |           | Ucrânia                                      | Пистолет                                      | На вооружении с 2014 года. |
| ТТ                                                       |           | União Soviética                              | Пистолет                                      | На вооружении с 1930 года. Перешли от Вооружённых Сил СССР. |
| МСП                                                      |           | União Soviética                              | Компактный пистолет                           | На вооружении с 1972 года. Перешли от Вооружённых Сил СССР. Используется подразделениями военной разведки |
| CZ 82                                                    |           | Chéquia                                      | Пистолет                                      | Запланировано поставить 30 150 единиц из Чехии в 2022 году. |
| Šcorpion vz. 61                                          |           | Predefinição:Country data Чехословакия       | Пистолет-пулемёт                              | Запланировано поставить 2 085 единиц из Чехии в 2022 году. |
| Пистолет Ярыгина                                         |           | Rússia                                       | Пистолет                                      | Трофейные |
| Автоматы                                                 |           |                                              |                                               | |
| АКМ                                                      |           | União Soviética                              | Автомат                                       | На вооружении с 1959 года. Перешли от Вооружённых Сил СССР. На вооружении отдельных категорий военнослужащих. Несколько тысяч получено от Литвы в 2018 году. |
| АК-ТК АК-74                                              | 150x150px | Ucrânia · União Soviética                    | Автомат                                       | АК-ТК - украинская модернизация советского АК-74. АК-74 - На вооружении с 1978 года. Перешли от Вооружённых Сил СССР. |
| АКС-74У                                                  |           | União Soviética                              | Автомат                                       | На вооружении с 1979 года. Перешли от Вооружённых Сил СССР. На вооружении отдельных категорий военнослужащих. |
| Форт-221                                                 |           | Predefinição:Country data Израиль/ · Ucrânia | Автомат                                       | На вооружении с 2014 года. В 2014 году на вооружение армии поступило 493 Форт-221 и Форт-224. |
| Форт-224                                                 |           | Predefinição:Country data Израиль/ · Ucrânia | Автомат                                       | На вооружении с 2014 года. В 2014 году на вооружение армии поступило 493 Форт-221 и Форт-224. |
| Вулкан-М                                                 |           | Ucrânia                                      | Автомат                                       | На вооружении с 2017 года. |
| Sa vz. 58                                                |           | Predefinição:Country data Чехословакия       | Автомат                                       | Запланировано передать 5 000 единиц из Чехии в 2022 году. |
| FN FNC                                                   |           | Predefinição:Country data Бельгия            | Автомат                                       | Передано 5 000 единиц из Бельгии в 2022 году. |
| G3                                                       |           | Predefinição:Country data Португалия         | Батальная винтовка                            | Передаются Португалией в 2022 году. |
| Rifles e carabinas                                       |           |                                              |                                               | |
| СКС                                                      |           | União Soviética                              | Самозарядный карабин                          | На вооружении с 1949 года. Перешли от Вооружённых Сил СССР. Используется подразделениями почётного караула, находится на хранении на складах мобилизационного резерва (по состоянию на 15 августа 2011 года, на хранении министерства обороны Украины имелось 300 000 карабинов СКС) |
| Зброяр Z-008                                             |           | Ucrânia                                      | Снайперская винтовка                          | |
| Зброяр UAR-10                                            |           | Ucrânia                                      | Снайперская винтовка                          | На вооружении с 2018 года. Практически это американская автоматическая винтовка АR-10. |
| Форт-301                                                 |           | Israel/ Ucrânia                              | Снайперская винтовка                          | На вооружении с 2009 года. Украинская модификация израильской винтовки «Galatz». |
| СВД                                                      |           | União Soviética                              | Снайперская винтовка                          | На вооружении с 1963 года. Перешли от Вооружённых Сил СССР. Дополнительные 12 единиц запланировано получить от Чехии в 2022 году. |
| APR308                                                   |           | Predefinição:Country data Швейцария          | Снайперская винтовка                          | На вооружении с 2012 года. |
| Accuracy AX308                                           |           | Reino Unido                                  | Снайперская винтовка                          | 90 единиц передано Нидерландами в 2022 году. |
| Barrett MRAD                                             |           | Estados Unidos                               | Снайперская винтовка                          | 11 декабря 2014 был подписан контракт с компанией «Barrett Firearms» о поставках на Украину |
| Barrett M107A1 Barrett M82                               | 150x150px | Estados Unidos · Estados Unidos              | Крупнокалиберная снайперская винтовка         | Barrett M107A1 — 11 декабря 2014 был подписан контракт с компанией «Barrett Firearms» о поставках на Украину; Barrett M82 — в 2014 году на вооружение армии поступило 15 винтовок. 10 единиц было поставлено Нидерландами в 2022 году.                                               |
| ZVI Falcon                                               |           | Predefinição:Country data Чехия              | Крупнокалиберная винтовка                     | Запланировано поставить 19 единиц из Чехии в 2022 году. |
| Snipex Alligator                                         |           | Predefinição:Country data Украина            | Крупнокалиберная винтовка                     | На вооружении с 2020 года. |
| Snipex T-Rex                                             |           | Predefinição:Country data Украина            | Крупнокалиберная винтовка                     | На вооружении с 2020 года. |
| Mossberg 500                                             |           | Predefinição:Country data США                | Помповое ружьё                                | Передано США в 2022 году. |
| Metralhadoras                                            |           |                                              |                                               | |
| РПК                                                      |           | União Soviética                              | Ручной пулемёт                                | На вооружении с 1961 года. Перешли от Вооружённых сил СССР. |
| РПК-74                                                   |           | União Soviética                              | Ручной пулемёт                                | На вооружении с 1974 года. Перешли от Вооружённых сил СССР. |
| ПК КМ-7,62                                               |           | União Soviética Ucrânia                      | Единый пулемёт                                | На вооружении с 1961 года. Перешли от Вооружённых сил СССР. Украинская модернизация КМ-7,62 - на вооружении с 2011 года. |
| MG3                                                      |           | Predefinição:Country data Германия           | Единый пулемёт                                | Передано Германией 100 единиц в 2022 году. |
| MG 42/59                                                 |           | Predefinição:Country data Италия             | Единый пулемёт                                | Итальянская модификация MG 3, передано Италией в 2022 году. |
| UK vz. 59                                                |           | Predefinição:Country data Чехословакия       | Единый пулемёт                                | Запланировано поставить 3 200 единиц из Чехии в 2022 году. |
| ДШК/ДШКМ                                                 |           | União Soviética                              | Крупнокалиберный пулемёт                      | На вооружении с 1938 года. Перешли от Вооружённых сил СССР. С 2014 года начали в массовом порядке поступать со складов хранения. |
| НСВ/КТ-12,7                                              |           | União Soviética/ Ucrânia                     | Крупнокалиберный пулемёт                      | На вооружении с 1972 года. Перешли от Вооружённых сил СССР. |
| Корд                                                     |           | Rússia                                       | Крупнокалиберный пулемёт                      | |
| КПВ                                                      |           | União Soviética                              | Крупнокалиберный пулемёт                      | На вооружении с 1949 года. Перешли от Вооружённых сил СССР. |
| M2 Browning                                              |           | Estados Unidos                               | Крупнокалиберный пулемёт                      | Передано Италией в 2022 году. |
| M134 Minigun                                             |           | Predefinição:Country data США                | Многоствольный пулемёт                        | Передано США в 2022 году. |
| Lançadores de granadas                                   |           |                                              |                                               | |
| ГП-25                                                    |           | União Soviética                              | Подствольный гранатомёт                       | На вооружении с 1978 года. Перешли от Вооружённых сил СССР. |
| АГС-17                                                   |           | União Soviética                              | Автоматический станковый гранатомёт           | На вооружении с 1971 года. Перешли от Вооружённых сил СССР. На вооружении также украинский аналог КБА-117. |
| УАГ-40                                                   |           | Ucrânia                                      | Автоматический станковый гранатомёт           | На вооружении с 2017 года. |
| Mk 19                                                    |           | Estados Unidos                               | Автоматический станковый гранатомёт           | Несколько сотен передано в 2022 году. |
| АГС-30                                                   |           | Rússia                                       | Автоматический станковый гранатомёт           | |
| Lançadores de granadas antitanque                        |           |                                              |                                               | |
| СПГ-9М                                                   |           | União Soviética                              | Станковый противотанковый гранатомёт          | На вооружении с 1963 года. Перешли от Вооружённых сил СССР. |
| РПГ-26                                                   |           | União Soviética                              | Реактивная граната                            | На вооружении с 1985 года. Перешли от Вооружённых сил СССР. |
| РПГ-22                                                   |           | União Soviética                              | Реактивная граната                            | На вооружении с 1980 года. Перешли от Вооружённых сил СССР. |
| РПГ-18                                                   |           | União Soviética                              | Реактивная граната                            | На вооружении с 1972 года. Перешли от Вооружённых сил СССР. 815 единиц передано Грецией в 2022 году. |
| РПГ-7/7В                                                 |           | União Soviética                              | Ручной противотанковый гранатомёт             | На вооружении с 1961 года. Перешли от Вооружённых сил СССР. |
| М2 «Карл Густав»                                         |           | Suécia                                       | Ручной противотанковый гранатомёт             | Поставлено/запланировано поставить 100 единиц из Канады в 2022 году. |
| SMAW-D                                                   |           | Estados Unidos                               | Ручной противотанковый гранатомёт одноразовый | Поставлено из США в 2022 году. |
| AT4                                                      |           | Suécia                                       | Ручной противотанковый гранатомёт одноразовый | 16 000 единиц передано/запланировано передать в 2022 году (6 000 из США, 10 000 из Швеции). |
| M72 LAW                                                  |           | Estados Unidos/ Noruega                      | Ручной противотанковый гранатомёт одноразовый | Более 12 900 единиц передано/запланировано передать в 2022 году.(Канада - 4,5 тыс., Норвегия - 4 тыс., Дания - 2,7 тыс., Финляндия - 1,5 тыс., Бельгия - 200 единиц) |
| Instalaza C90                                            |           | Espanha                                      | Ручной противотанковый гранатомёт одноразовый | Испания поставила 1 370 единиц в 2022 году |
| Panzerfaust 3                                            |           | Alemanha                                     | Ручной противотанковый гранатомёт             | 3 400 ракет передано/запланировано передать в 2022 году (Германия - 3 тыс. единиц, Нидерланды - 400 единиц) |
| Matador                                                  |           | Alemanha                                     | Ручной противотанковый гранатомёт одноразовый | 5 100 единиц закуплено Украиной в 2022 году. |
| RPG-75 Kobylka                                           |           | Chéquia                                      | Ручной противотанковый гранатомёт одноразовый | Переданы Чехией в 2022 году |
| RPG-76 Komar                                             |           | Polónia                                      | Ручной противотанковый гранатомёт одноразовый | Поставляются из Польши в 2022 году |
| APILAS                                                   |           | França                                       | Ручной противотанковый гранатомёт одноразовый | Около 60 единиц поставлено из Франции в 2021 году |
| ATGMs portáteis                                          |           |                                              |                                               | |
| 9К111 «Фагот»Predefinição:Источник:Military Balance 2022 |           | União Soviética                              | Противотанковая управляемая ракета            | На вооружении с 1970 года. Перешли от Вооружённых Сил СССР. |
| «Стугна-П»Predefinição:Источник:Military Balance 2021    |           | Ucrânia                                      | Противотанковая управляемая ракета            | Не менее 200 ед. На вооружении с 2011 года (версия с тепловизором и обучающе-тренировочный стенд на вооружении с 2014 года). |
| РК-3 «Корсар»Predefinição:Источник:Military Balance 2021 |           | Ucrânia                                      | Противотанковая управляемая ракета            | Не менее 50 ед. |
| NLAW                                                     |           | Reino Unido/ Suécia                          | Противотанковая управляемая ракета            | Более 4 200 ракет передано Великобританией по состоянию на 18 марта 2022 года. Люксембург планирует передать ещё 100 ракет. |
| FGM-148 Javelin                                          |           | Estados Unidos                               | Противотанковая управляемая ракета            | США передали и планируют передать более 5 500 ракет по состоянию на 2022 год. Дополнительные ракеты переданы Эстонией и Францией. |
| Milan                                                    |           | França/ Alemanha                             | Противотанковая управляемая ракета            | Франция передала несколько десятков в 2022 году |
| Granadas de Ataque Foguete                               |           |                                              |                                               | |
| RPO-A "Bumblebee"                                        |           | União Soviética                              | Lança-chamas de foguete                       | Em serviço desde 1988. Movido das Forças Armadas da URSS. Retirado do armazenamento em 2018. |
| RPO "Lince"                                              |           | União Soviética                              | Lança-chamas de foguete                       | Em serviço desde 1975. Movido das Forças Armadas da URSS. |
| RPV-16                                                   |           | Ucrânia                                      | Lança-chamas de foguete                       | Em serviço desde 2018. Análogo ucraniano do soviético RPO-A "Bumblebee". |

| Modelo                     | Imagem   | Fabricante              | Tipo                                                           | Notas                                                                 |
| Granadas                   | Granadas | Granadas                | Granadas                                                       | Granadas                                                              |
| -------------------------- | -------- | ----------------------- | -------------------------------------------------------------- | --------------------------------------------------------------------- |
| RGD-5                      | </img>   | URSS                    | Granada ofensiva de fragmentação antipessoal                   | Em serviço desde 1954. Movido das Forças Armadas da URSS.             |
| F-1                        | </img>   | URSS                    | Granada de fragmentação defensiva antipessoal                  | Em serviço desde 1939. Movido das Forças Armadas da URSS.             |
| RGN                        | </img>   | URSS                    | Granada de choque remoto de fragmentação antipessoal           | Em serviço desde 1981. Movido das Forças Armadas da URSS.             |
| Sociedade Geográfica Russa | </img>   | URSS                    | Granada de choque remoto de fragmentação defensiva antipessoal | Em serviço desde 1980. Movido das Forças Armadas da URSS.             |
| M67                        | </img>   | Estados Unidos / Canadá | Granada de fragmentação antipessoal                            | O Canadá transferiu 7.500 unidades em 2022.                           |
| RDG-2                      | </img>   | URSS                    | Granada de fumaça                                              | Em serviço desde a década de 1950. Movido das Forças Armadas da URSS. |

### Munição
| Modelo             | Imagem            | Fabricante             | Tipo                       | Notas                                                                   |
| Projéteis guiados  | Projéteis guiados | Projéteis guiados      | Projéteis guiados          | Projéteis guiados                                                       |
| ------------------ | ----------------- | ---------------------- | -------------------------- | ----------------------------------------------------------------------- |
| M982 Excalibur     | </img>            | Estados Unidos/ Suécia | Míssil ativo guiado        | Transferido pelo Canadá em 2022 .                                       |
| KvitnikGenericName | </img>            | Ucrânia                | Projétil guiado            | Em serviço desde 2012 .                                                 |
| "Barreira" [1]     | </img>            | Ucrânia                | ATGM                       | Em serviço desde 2012.                                                  |
| Minas              |                   |                        |                            |                                                                         |
| DM-22 PARM         | </img>            | Alemanha               | Mina antitanque direcional | Transferido pela Alemanha em 2022                                       |
| TM-62              | </img>            | URSS                   | Mina antitanque            | Em serviço desde a década de 1960. Movido das Forças Armadas da URSS. . |
| SEG-50             | </img>            | URSS                   | Mina antipessoal           | Em serviço desde a década de 1960. Movido das Forças Armadas da URSS.   |
| M18A1 Claymore     | </img>            | Estados Unidos         | Mina antipessoal           | Transferido para os EUA em 2022                                         |